# Dollinco
Dollinco, es un caserío de la comuna de Panguipulli, Región de Valdivia, Chile, ubicado en el sector oeste de su territorio comunal. 
Cerca de aquí se encuentran los caseríos de Pichipichoy y Santa Olga.
Aquí se encuentra la Estación Médico Rural de Dollinco.

## Hidrología
Dollinco se encuentra cercano al Estero Cusilelfu, tributario del Río Iñaque.

## Accesibilidad y transporte
Dollinco se encuentra a 22,5 km de Panguipuli a través de la Ruta T-39.